# La Forteresse
La Forteresse är en kommun i departementet Isère i regionen Auvergne-Rhône-Alpes i sydöstra Frankrike. Kommunen ligger i kantonen Saint-Étienne-de-Saint-Geoirs som tillhör arrondissementet Grenoble. År 2022 hade La Forteresse 337 invånare.

## Befolkningsutveckling
Antalet invånare i kommunen La Forteresse
Referens:INSEE